# شارع الثورة (دمشق)

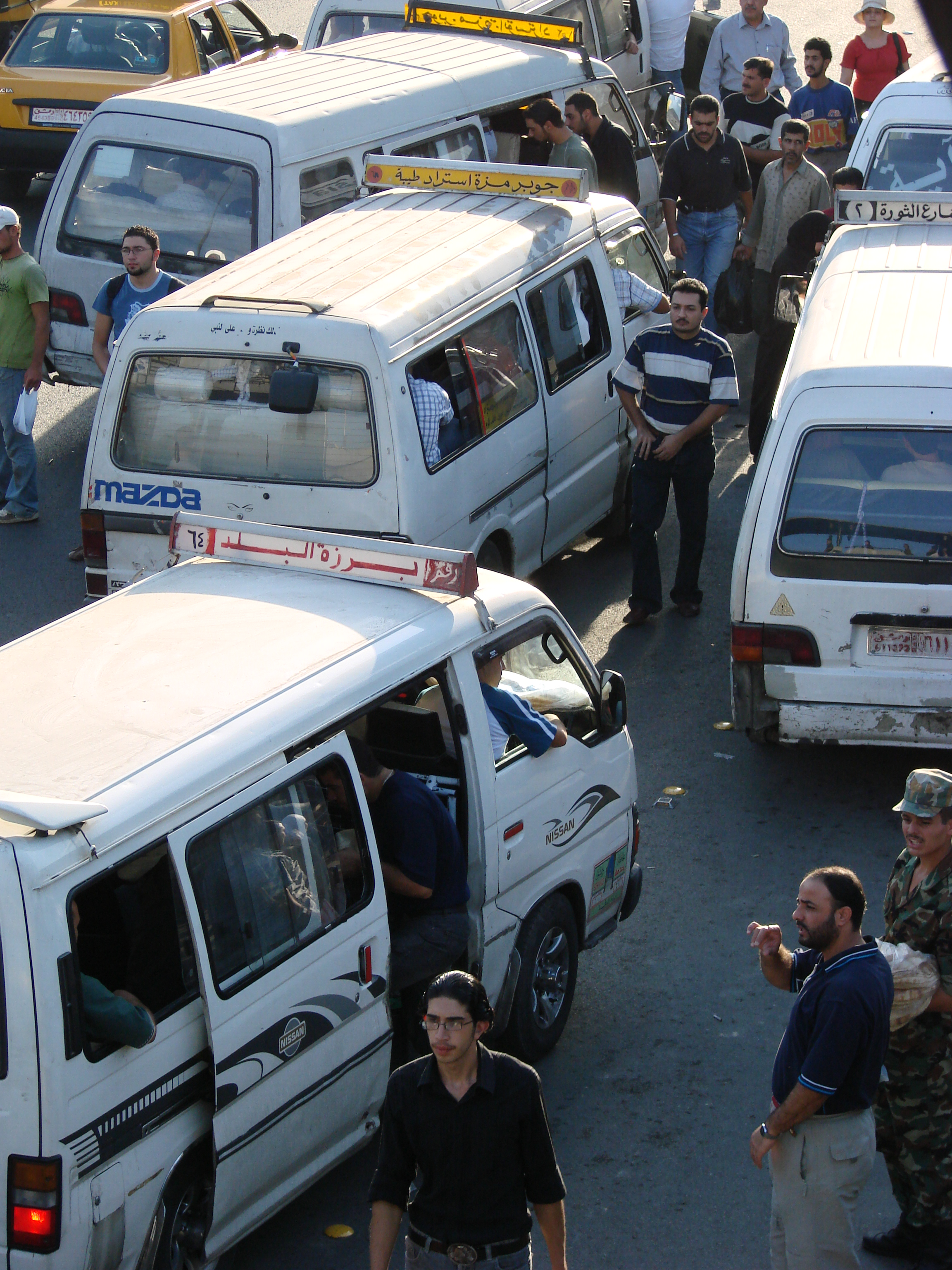
تجمُّع للحافلات الصغيرة (السرافيس) في شارع الثورة عام 2007

شارع الثورة هو أحد الشوارع الرئيسية في مدينة دمشق عاصمة سوريا. يمتد الشارع من ساحة السبع بحرات في وسط المدينة وصولًا إلى منطقة باب الفرج، ويُعد من أهم المحاور التجارية والحيوية في العاصمة السورية.

## التاريخ والتسمية
يرتبط شارع الثورة في دمشق بتاريخ المدينة الحديث، حيث نشأ ضمن مشاريع التوسع العمراني التي شهدتها العاصمة السورية خلال النصف الأول من القرن العشرين. كانت دمشق حتى أوائل القرن العشرين تتسم بشوارعها الضيقة التي تعود إلى العصور الوسطى، ومع دخول حقبة الانتداب الفرنسي (1920-1946)، بدأت السلطات في توسيع وتحديث البنية التحتية للمدينة، فتم إنشاء شوارع جديدة وربطها بالمناطق التجارية والإدارية الحديثة.
في تلك الفترة، عُرف الشارع بعدة تسميات، لكنه اكتسب اسمه الحالي تكريمًا للثورة السورية الكبرى، التي قادها عدد من الشخصيات الوطنية ضد الحكم الفرنسي. وكان لهذا الاسم رمزية سياسية واجتماعية كبيرة، حيث أصبح الشارع رمزًا لنضال الشعب السوري من أجل الاستقلال والحرية.
نفذت محافظة دمشق مشروع تهيئة شارع الثورة الذي امتد من مشفى ابن النفيس شمالاً إلى منطقة باب الجابية جنوباً في الفترة ما بين عام 1973 وعام 1978. وشمل المشروع جسرين لمواقف السيارات ونفقاً يوفر خدمات الكهرباء والهاتف. وقد قدرت التكلفة الإجمالية للمشروع حينذاك بنحو 35 مليون ليرة.
خلال العقود التالية، شهد شارع الثورة تحولات كبيرة، حيث أصبح واحدًا من أهم المحاور الاقتصادية في دمشق، وازداد نشاطه التجاري مع تطور الأسواق والمحال التجارية فيه. في فترة الستينيات والسبعينيات، شهد الشارع توسعات إضافية وتحسينات في البنية التحتية، كما ازداد عدد الأبنية الحديثة التي ضمت مكاتب، فنادق، ومراكز تجارية.
وفي العقود الأخيرة، أصبح شارع الثورة مركزًا تجاريًا رئيسيًا، حيث يحتضن العديد من المحلات المتخصصة في بيع الأجهزة الكهربائية، الملابس، والمواد الصناعية، إلى جانب مراكز إدارية ومباني حكومية بارزة. ورغم التطورات الحديثة، لا يزال الشارع محتفظًا برمزيته الوطنية وارتباطه بتاريخ الثورة السورية الكبرى، مما يجعله أحد أهم الشوارع في دمشق من الناحية التاريخية والاقتصادية.

## الموقع والمسار
يبدأ شارع الثورة من ساحة السبع بحرات، التي تُعد مركزًا ماليًا وإداريًا هامًا في دمشق، حيث تضم مصرف سوريا المركزي ومباني حكومية رئيسية. يمتد الشارع باتجاه الشمال الغربي، مرورًا بمناطق تجارية مزدحمة، حتى يصل إلى منطقة باب الفرج بالقرب من سوق الهال القديم وحي العقيبة.

## الأهمية التجارية
يُعتبر شارع الثورة من أكثر الشوارع ازدحامًا في دمشق، حيث يضم عددًا كبيرًا من المحلات التجارية، المطاعم، الفنادق، والمكاتب. يُعرف بكونه مركزًا لتجارة الملابس، الأدوات الكهربائية، ومواد البناء، مما يجعله مقصدًا رئيسيًا للتجار والمستهلكين.

## المعالم البارزة
يتميز الشارع بعدد من المعالم المهمة، منها:
- ساحة السبع بحرات: التي تضم مباني حكومية ومصارف رئيسية.
- سوق الكهرباء: وهو سوق متخصص ببيع الأدوات الكهربائية والإلكترونية.
- مجمع يلبغا: أحد المشاريع العمرانية الكبيرة، الذي كان مقرّرًا أن يكون مركزًا تجاريًا وسياحيًا.
- محطة الحجاز (بالقرب من بداية الشارع): وهي محطة قطارات تاريخية تعود إلى الحقبة العثمانية.

## النقل والمواصلات
نظرًا لموقعه الحيوي، يُعد شارع الثورة شريانًا رئيسيًا في المدينة، حيث تمر عبره العديد من خطوط النقل العام، بما في ذلك الحافلات والسرافيس، مما يسهل الوصول إلى مختلف أنحاء دمشق.